# 約克區
約克地區自治體（英語：Regional Municipality of York），簡稱約克區或约克地区（York Region），是加拿大安大略省中南部多倫多以北的一個地方行政區，是大多倫多地區的一部分，也是金馬蹄地區的內圈部分。約克區於1971年成立，取代了其前身約克縣，行政中心位於纽马克特鎮。
根據2016年的人口普查結果，約克區有1,109,909名居民，比整個安大略省北部的人口都要多。約克區也是全國增長速度最快的人口普查分區（census division）之一，預計到2031年會有超於150萬名居民。

## 地理
約克區佔地1,776平方公里，北臨錫姆科湖，南至多倫多市，東臨杜林區，西臨皮爾區，西北臨錫姆科縣。
下列為約克區的下轄城鎮：
| 約克區下轄城鎮 | - 奧羅拉鎮（Aurora） - 東貴林伯里鎮（East Gwillimbury） - 鎮（） - 皇帝鎮（King） - 萬錦市（Markham） - 紐馬克特鎮/新市（Newmarket） - 列治文山市（Richmond Hill） - 旺市（） - 鎮（） |

## 歷史

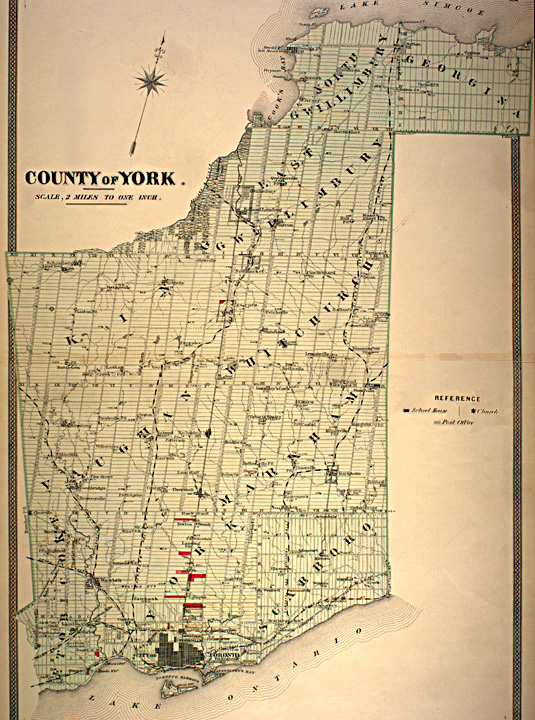
1880年代約克縣地圖

約克區前身為約克縣，於1792年成立，為上加拿大一部分，當時的管轄範圍包括現約克區、皮爾區、荷頓區、多倫多市和咸美頓市，以及杜林區的部分地帶。荷頓縣和溫特沃斯縣（Wentworth County）於1816年脫離約克縣自組縣級行政區，而安大略縣和皮爾縣亦於1851年脫離約克縣。
位於士刁士路以南（包括多倫多市在内）的地區於1953年脫離約克縣，組成大多倫多市，而約克縣的縣治亦從多倫多遷至紐馬克特。安省政府後於1960年代改革其地方行政架構，並針對省内都市發展漸具規模的地區而增設地區自治體（regional municipality）此行政區劃，以便這些地區應付交通、警力、食水供應、污水處理、土地用途規劃等牽涉多個城鎮的範疇。安大略省議會遂於1970年通過《約克地區自治體法案》並於1971年1月1日生效，約克縣餘下的部分隨之改組成地區自治體，改稱約克區，並維持至今。約克區的下轄城鎮亦同時進行改組和合併，達致目前區内九個城鎮的局面。
改組後的約克區初期仍主要為市郊住宅區，居民多往多倫多市上班。此外，約克區當時的食水供應和污水處理系統尚未完善，為區内發展帶來掣肘，該區於1970年代的人口增速因此落後於大多倫多地區的其他地域。隨着約克區和杜林區於1970年代末就食水和污水系統服務達成協議，加上404號高速公路等基礎建設相繼落成，區内的就業機會和人口亦隨之上揚。區内職位數目從1971年的5萬5千份增至2001年的38萬5千份，而1981-96年間大多地區的新增職位中有三分一位於約克區。區内人口亦從1971年的16萬9千人上升至2016年的110萬9千人。

## 政府
約克區議會（York Regional Council）負責為約克區制訂政策、目標和財政預算。區議會是由區内各市鎮獲選的代表組成，當中包括9位市長和鎮長及11位民選區議員。民選區議員席位的分佈如下：
- 佐治拿及紐馬克特各佔1席
- 列治文山佔2席
- 旺市佔3席
- 萬錦佔4席

議會主席的職函為「區域主席及行政總裁」；為現任主席。

### 國會下議院代表
約克區共有9位加拿大國會下議院代表:
| 奧羅拉－橡樹嶺－列治文山 | 馬國基        |  |
|                          | 保守黨        |  |
| 皇帝鎮－旺市             | 安娜·羅伯茨   |  |
|                          | 保守黨        |  |
| 萬錦－史托維爾           | 何潔思        |  |
|                          | 自由黨        |  |
| 萬錦－康山               | 田學辰        |  |
|                          | 自由黨        |  |
| 萬錦－於人村             | 馬榮錚        |  |
|                          | 保守黨        |  |
| 新市—奧羅拉              | 高貝娜        |  |
|                          | 保守黨        |  |
| 列治文山南               | 何諾軒        |  |
|                          | 保守黨        |  |
| 康山                     | 梅麗莎·蘭茲曼 |  |
|                          | 保守黨        |  |
| 旺市－活橋               | 顧基文        |  |
|                          | 保守黨        |  |
| 約克－杜林               | 雅各·曼特爾   |  |
|                          | 保守黨        |  |
| 新特肯塞斯－貴林伯里     | 斯科特·戴維森 |  |
|                          | 保守黨        |  |

### 省議會代表
安大略省於2007年重新劃分省議會選區；現時省議會選區和國會下議院選區一致。
| 奧羅拉－橡樹嶺－列治文山 | 麥佰燊（Michael Parsa）      |  |
|                          | 進步保守黨      |  |
| 皇帝鎮－旺市             |                 |  |
|                          | 進步保守黨      |  |
| 萬錦－史托維爾           |                 |  |
|                          | 進步保守黨      |  |
| 萬錦－康山               | 甘樂庭（Logan Kanapathi）      |  |
|                          | 進步保守黨      |  |
| 萬錦－於人村             | 彭錦威          |  |
|                          | 進步保守黨      |  |
| 紐馬克特－奧羅拉         |                 |  |
|                          | 進步保守黨      |  |
| 列治文山                 | 韋邱佩芳        |  |
|                          | 進步保守黨      |  |
| 康山                     |                 |  |
|                          | 進步保守黨      |  |
| 旺市－活橋               |                 |  |
|                          | 進步保守黨      |  |
| 約克－閃高               | 卡羅琳·馬爾羅尼 |  |
|                          | 進步保守黨      |  |

## 經濟

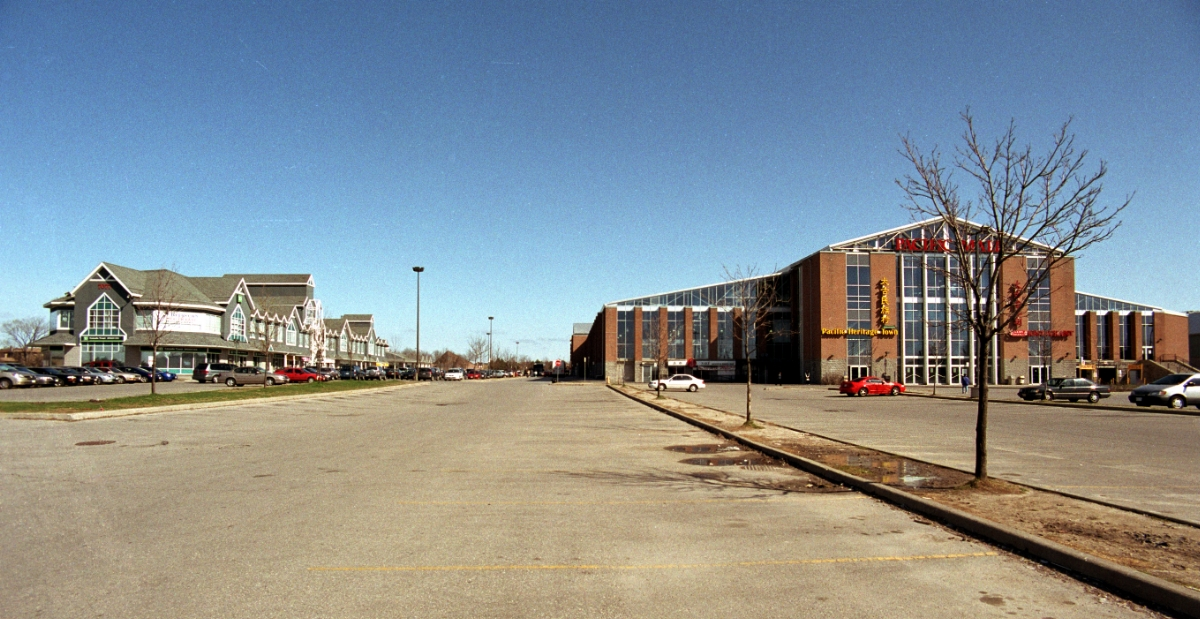
萬錦市太古廣場

### 購物
約克區較大型的購物中心有：
- （列治文山）
- / 麥威老購物中心（萬錦）
- / 太古廣場（萬錦）
- （旺市）
- （紐馬克特）
- （旺市）
- / 萬錦廣場（萬錦）
- / 城市廣場（萬錦）

## 交通

### 道路網

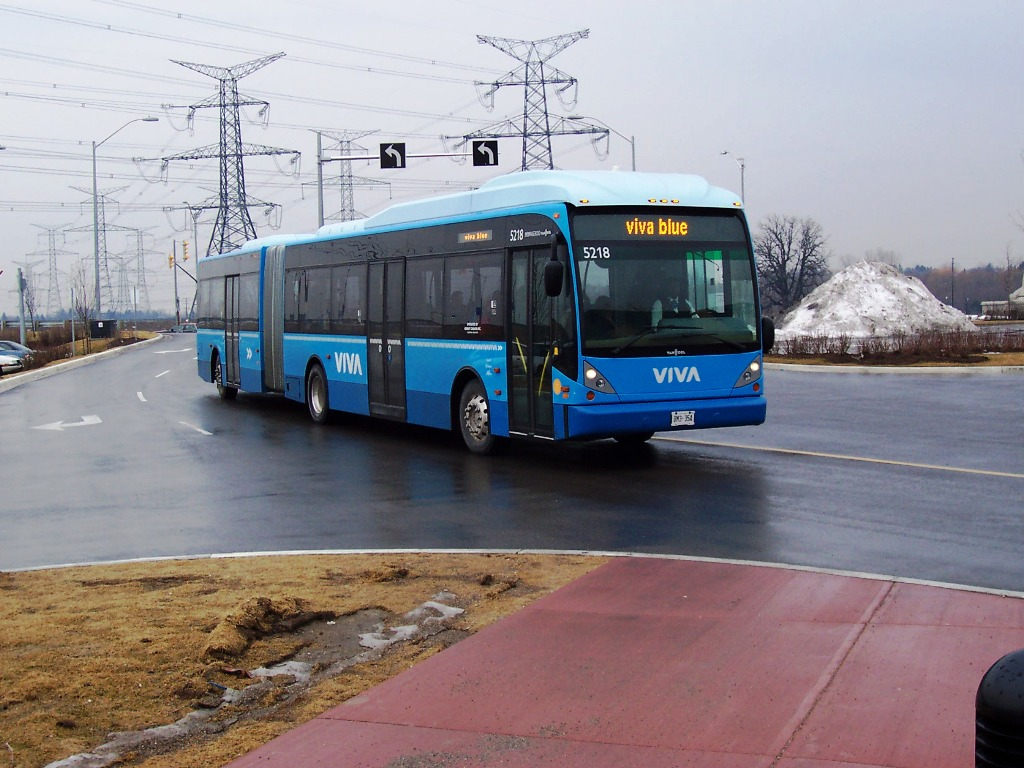
Viva快速公車

安大略省有數條省道貫穿約克區，包括：
- 7號省道（東西向）
- 9號省道（英语：Ontario Highway 9）（東西向）
- 48號省道（英语：Ontario Highway 48）（南北向）
- 400號省道（南北向高速公路）
- 404號省道（南北向高速公路）
- 407號省道（東西向收費高速公路）
- 427號省道（南北向高速公路）

此外，約克區轄下還有50條區道。

### 公共交通
約克區境内的公共交通服務主要由約克區公車局（York Region Transit, YRT）提供。YRT於2001年成立，由旺市、萬錦、列治文山、奧羅拉和紐馬克特各自的公车局合併而成。合併後，該五個城鎮的内部公車接駁大為改善。區内其餘四個鎮（東貴林伯里、佐治拿、皇帝鎮、懷特徹奇－斯托維爾）的人口密度較低，所以公車服務亦較稀疏。YRT亦負責營運區内的六條Viva快速公車線，包括：Viva藍線、Viva紫線、Viva橙線、Viva粉紅線、Viva綠線和Viva黃線。
對外交通方面，GO運輸系統提供連接約克區和多倫多市的通勤鐵路和公車服務。多倫多公車局（TTC）亦有部分公車路綫連接多市和約克區南部，為旺市、萬錦和列治文山提供有限度服務，而多倫多地鐵央街－大學線的西北端終點站則於2017年末從唐士維站（現稱雪柏西站）延伸至旺市都會中心站，標誌着地鐵服務首次開通至約克區。

## 教育

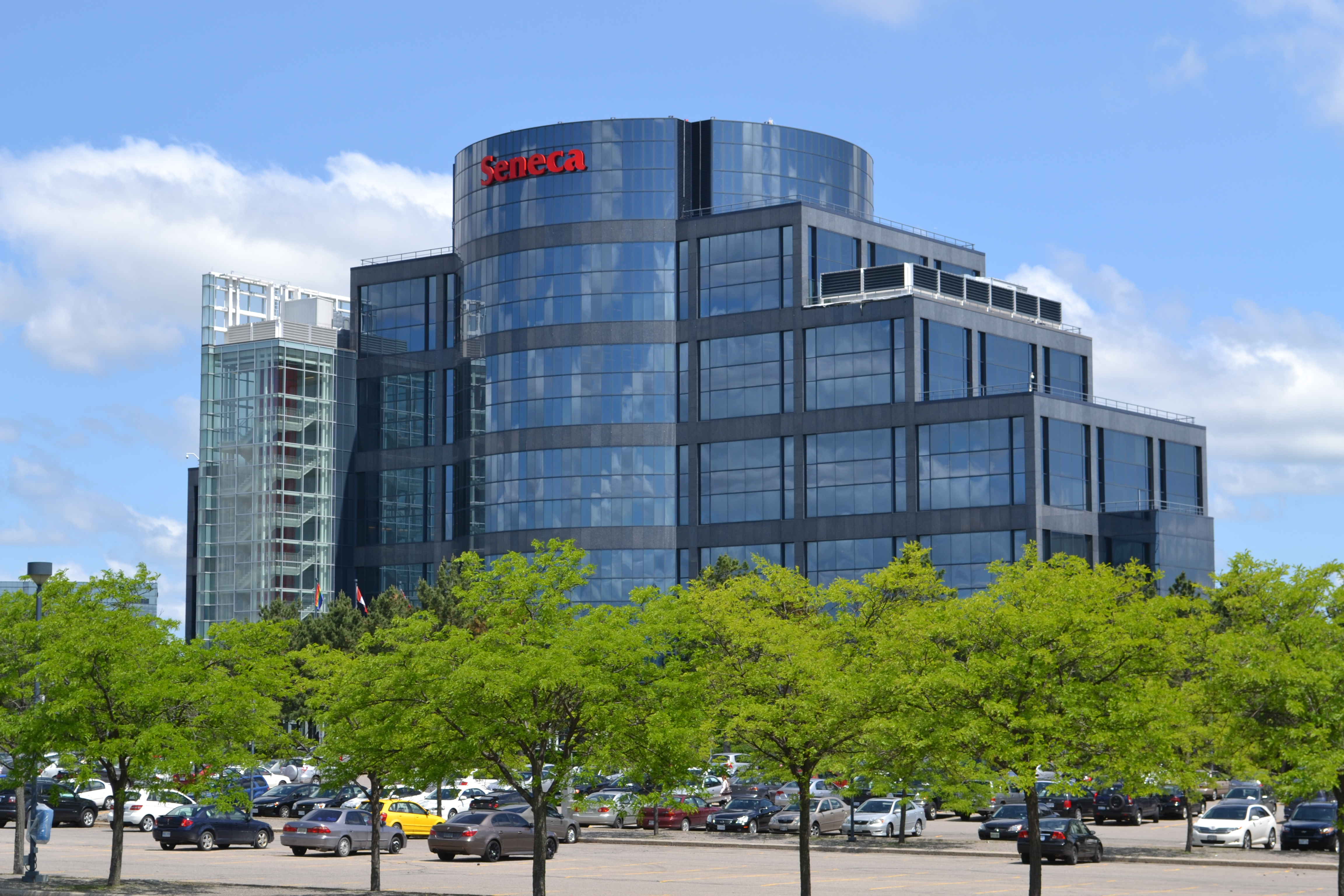
塞內卡學院萬錦校園

約克郡教育局負責營運區內的英語世俗公立中小學（175間小學、33間中學），而約克天主教教育局則負責營運區內的英語天主教公立中小學（83間小學、15間中學）。維亞蒙德教育局（Conseil scolaire Viamonde）營運區內的法語世俗公立中小學（3間小學、1間中學），而我的未來天主教教育局（Conseil scolaire catholique MonAvenir）則營運區內的法語天主教公立中小學（5間小學、2間中學）。
專上教育方面，塞內卡學院（Seneca College）於區內設有三座校園，分別位於萬錦、旺市和皇帝鎮。此外，約克大學亦於2017年宣布計劃在萬錦設立一座衞星校園，並獲當時的自由黨省政府撥款1億2700萬元，當時預計於2021年啓用。然而，進步保守黨2018年上台執政後取消該項撥款，項目因此有待落實。

## 友好城市
- 俄羅斯鄂木斯克

1996年11月6日，約克區和俄國鄂市簽署友好条約，及後於1997年8月28日再簽署互惠協議。

## 外部連結
- 約克區網站 （页面存档备份，存于）